# Objection (Tango)
Objection (Tango) este prima melodie de pe albumul Laundry Service al cântăreței columbiene Shakira. Este primul cântec scris de Shakira în engleză. Melodia începe cu o aluzie la La cumparsita redată la pian, accompaniată de un contrabas și de bandoneon. Totuși, când sunetele tobei își fac simțite prezența, melodia se transformă într-una gen latin rock, cu două chitare electrice, și bas.
În intoducerea videoclipului este prezentată Shakira cu presupusul fost iubit dansând tango. După ce termină tangoul, dansează singură și merge la un bar, unde își găsește iubitul dansând cu Tabitha Taylor. Urmează o scenă animată în care Shakira sparge silicoanele acesteia și își bate fostul partener. Când se revine la realitate, ea este trântită de iubit pe masă dar Batman și Superman vin să o salveze și ea își ia revanșa.

## Clasamente
În clasamentul de specialitate român melodia s-a clasat pe primul loc timp de trei săptămâni.

### Clasamente de sfârșit de an
| Clasamentul anului 2002          | Loc      |
| -------------------------------- | -------- |
| Australian Singles Chart         | 44       |
| Belgian (Flanders) Singles Chart | 97       |
| Dutch Top 40                     | 71       |
| New Zealand Singles Chart        | 49       |
| Clasamentul anului 2003          | Position |
| Belgian (Wallonia) Singles Chart | 58       |
| French Singles Chart             | 43       |
| Swiss Singles Chart              | 86       |